# شارلوت ميتشيل (متزلج قفز)
شارلوت ميتشيل (بالألمانية: Charlotte Mitchell) (و. 1994  م) هي متزلجة قفز كندية، ولدت في كالغاري.

## روابط خارجية
- شارلوت ميتشيل على موقع الاتحاد الدولي للتزلج (القفز التزلجي) (الإنجليزية)